# Westfield Plaza Bonita
Westfield Plaza Bonita, antiguamente conocido como Plaza Bonita, es  un centro comercial en National City, California, operado por The Westfield Group.  Sus tiendas anclas son JCPenney, Macy's y Target que abrieron el 27 de julio de 2008.

## Historia
El centro comercial abrió en 1981 como el primer centro comercial techado en el área del Sur de la Bahía y con tiendas anclas como  JC Penney, Mervyn's, Montgomery Ward, y May Company. El diseño original incluía a un gran cielo razo de color naranja y plata, diseños de madera. Todo el complejo comercial estaba adherido en el centro con un gran fuente de dos pisos de altura, pero fue desmantelado a mediados de 2002. Westfield America, Inc., un precursor para The Westfield Group adquirió el centro comercial 1994, y en 1998 lo nombró a "Westfield Shopping town Plaza Bonita", quitando el nombre de "Shoppingtown"  en junio de 2005.  
A mediados de 2002, el centro comercial Westfield America, pasó por varias faces de renovaciones para modernizarse y tener un diseño más vanguardista y juvenil. El nuevo diseño del nuevo centro comercial es parecido al de la mayoría de los centros comerciales Westfield. Todo el centro comercial fue pintado otra vez y se instalaron nuevas baldosas de cerámica y el food court fue renovado y construido en otro lugar más central. Ese mismo año un restaurante Outback Steakhouse, abrió y revitalizó una parte del centro comercial localizado cerca del estacionamiento. Fue el segundo restaurante completo en abrir después del Applebee's en la cual abrió en 1993.
A mediados de 2006, la antigua tienda Wards, en la cual se dedicaba especialmente para las temporadas festivas (disfraces de Halloween etc.) fue desmantelado y se anunció un nuevo plan que el extremo sur del centro comercial sería demolido y reconstruido. Actualmente el centro comercial Westfield Plaza Bonita está siendo remodelado. Las nuevas tiendas que abrieron en la parte que fue remodelada incluye a Target, AMC Theatres, una librería Borders, un nuevo food court, un estacionamiento de tres niveles, al igual que nuevas tiendas y restaurantes. La parte nueva del centro comercial abrió el 16 de mayo de 2008 y se espera que sea completado en otoño de 2008.

## Cines

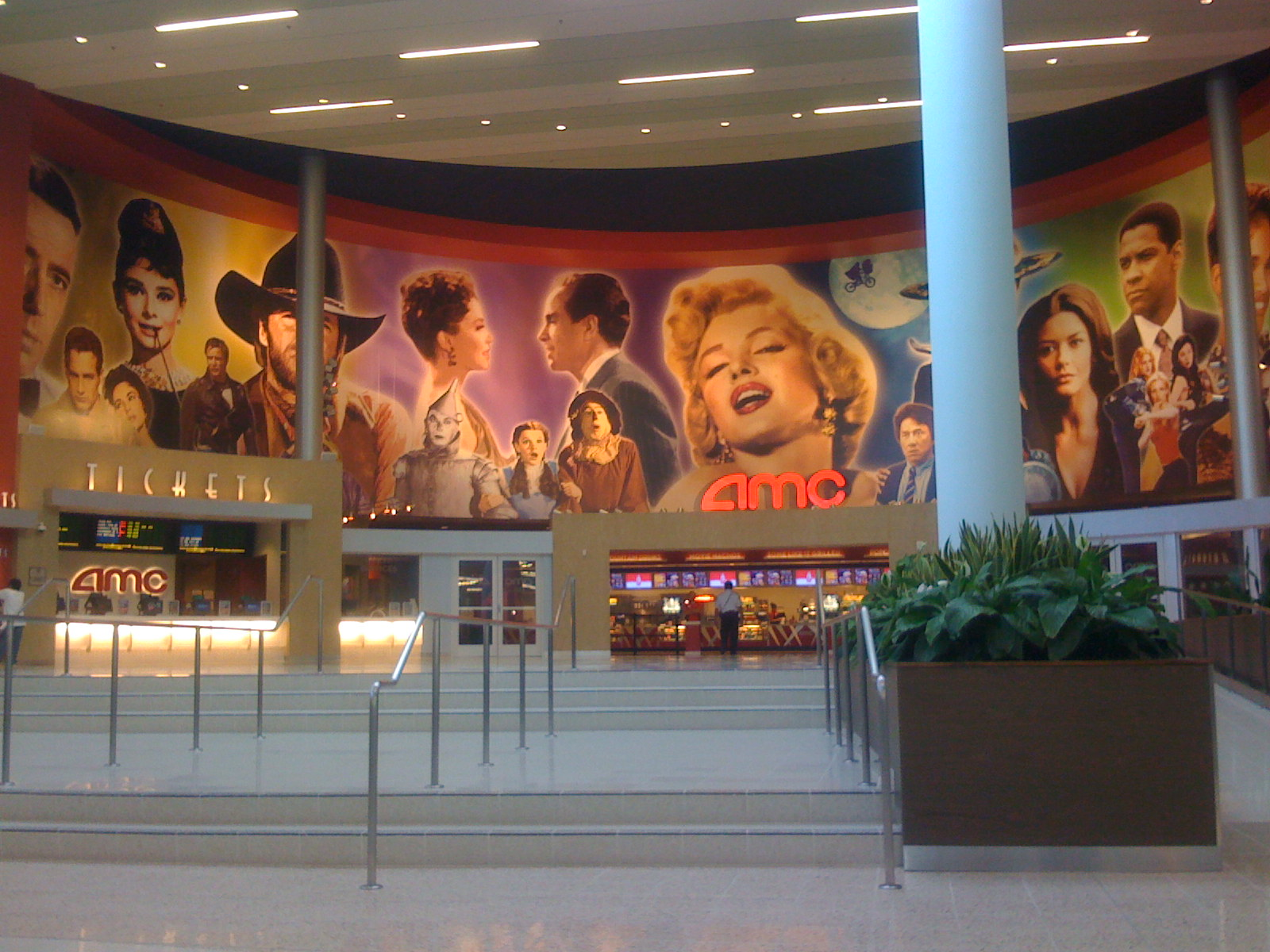
El nuevo cine AMC Plaza Bonita.

AMC Plaza Bonita es un cine de 14 salas que abrió al público el 16 de mayo de 2008. El AMC Plaza Bonita 14 es el segundo cine AMC completamente digital en San Diego y está equipado con cuatro mil proyectores de cine digital, capaz de producir imágenes cuatro veces mejor que la resolución de HDTV.  El cine también cuenta con tres salas a una altura de tres pisos y pantallas de 50 pies de ancho (15m) y 14 salas de alrededor de 2,600 asientos reclinables incluyendo una sala IMAX inaugurada en 2009.  Asientos tipo estadio con espacio suficiente para la comodidad del espectador.

## Café Terrace

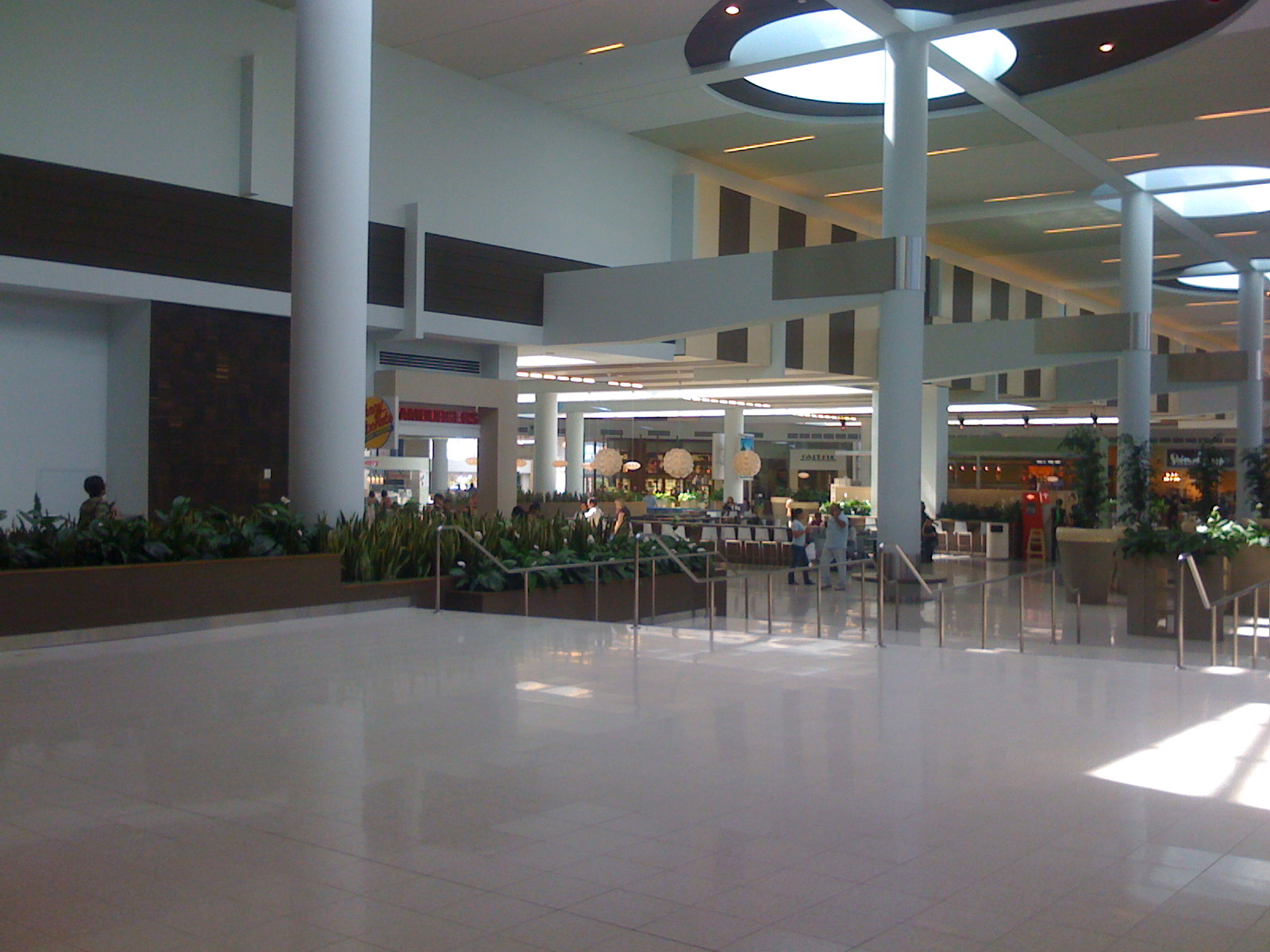
El nuevo Food Court

Este es el nuevo Food Court que se construyó con un estilo moderno y ahora incluye a 11 nuevos restaurantes y a los que existían en el antiguo food court como Panda Express, Johnny Rockets, Subway, Hot dog on a stick,  el nuevo restaurante mexicano El Torito, entre otros. Se espera que abran muchos nuevos restaurantes ya que muchos de los módulos aún están en fase de construcción. El nuevo food court fue diseñado para ser un lugar de ambiente, y se colocaron varias mesas estilo café localizados en toda el área cerca de los cines Amc Plaza Bonita 14.

## Tiendas anclas
- JCPenney (145,000 sq. ft.)
- Macy's (153,478 sq. ft.)
- Target (167,512 sp. ft.) abierta el 27 de julio de 2008

## Antiguas tiendas anclas
- Mervyns (1981- 2006)
- May Department Stores
  - Robinsons-May (1993 - 2006)
  - May Company (1981- 1993)
- Montgomery Ward (1981- 2001)
  - Opera también como Focus by Wards y Wards